# Ramón Lorenzo Falcón
Ramón Lorenzo Falcón (Buenos Aires, 1855 – ibidem, 1909) était un militaire, homme politique et commissaire de police argentin.
Versé dans l’infanterie à l’issue de sa formation au Collège militaire, il servit d’abord comme aide de camp du président Sarmiento, puis participa à la dernière phase des guerres civiles argentines contre les rebelles du général Arredondo. Muté dans la Marine, il prit part notamment à l’expédition en Terre de feu visant à affirmer la souveraineté de l’Argentine sur le détroit de Magellan face aux prétentions chiliennes. Dans la décennie 1890, il alterna carrière militaire et mandats politiques (siégeant au sénat et à la chambre des députés), avant d’être nommé en 1906 commissaire en chef de la police de la Capitale (actuelle Police fédérale argentine). À ce titre, il se signala par la dureté avec laquelle il réprima une série de mouvements sociaux du début du XXe siècle, en particulier lors du 1er mai 1906, puis à l’occasion de la grève dite des Loyers de 1907, où il fit expulser manu militari les familles ouvrières refusant les hausses de loyer, mais surtout lors des événements de mai 1909, connus sous le nom de Semaine rouge, où onze manifestants pacifiques venus célébrer le 1er mai furent tués sur la place du Congrès après que les troupes, sous le commandement de Falcón, eurent reçu l’ordre de charger la foule au sabre et au pistolet. Falcón fut assassiné à son tour dans un attentat à la bombe par le jeune ouvrier anarchiste ukrainien Simón Radowitzky. Le fait que l’école de police fondée par lui à Buenos Aires et portant son nom fut débaptisée en 2006 témoigne de sa postérité controversée.

## Carrière militaire

### Jeunes années
Né le 30 août 1855 à Buenos Aires, Falcón fut en juillet 1870, sous la présidence de Domingo Faustino Sarmiento, le premier cadet à être admis au Collège militaire nouvellement créé. Il monta au grade de sergent en juin 1871, puis, en raison de son excellente conduite, à celui de sergent de première classe « distingué ». Il perdit ses galons cependant, lui et d’autres condisciples, en mai 1873, pour avoir présenté une requête collective demandant de pouvoir prendre part à la campagne militaire en Entre Ríos contre Ricardo López Jordán ; cependant, deux jours plus tard, par décision du ministère, il fut réintégré dans sa hiérarchie au sein du collège.
En octobre 1873, ses études achevées, Falcón quitta le collège avec les honneurs et doté du grade de sous-lieutenant. En raison de ses hautes qualités, il fut nommé adjudant auprès du président Sarmiento, qui se trouvait en campagne en Entre Ríos. De retour à Buenos Aires en septembre 1874, il fut désigné au bout de quelques semaines adjudant auprès du général Carlos Paz, détaché à Villa María. Ainsi se trouva-t-il en octobre 1874 dans la ville de Córdoba assiégée par le général Arredondo et ses troupes rebelles. Cependant, le gouverneur Rodríguez ayant capitulé, Paz et Falcón furent retenus captifs, jusqu’au moment où ils purent rejoindre l’armée du Nord le 17 octobre, qui avait établi son camp sur le Río Cuarto. Falcón prit part à la bataille de Santa Rosa en décembre 1874, sous les ordres de Paz, à la mort duquel il passa sous le commandement de Roca jusqu’en juillet 1875. Il fut promu premier-lieutenant en décembre, en reconnaissance de son comportement dans l’action. Pendant cette campagne, Falcón avait été chargé par le commandant en chef de planifier l’ensemble des campements et des opérations de reconnaissance militaire.
En juillet 1875, il fut nommé commandant de la 3e compagnie de ligne, en garnison sur le Río Cuarto, et en février de l’année suivante passa à commander les chasseurs dudit corps, avec lequel il participa à toutes les opérations de guerre à la frontière sud de la province de Córdoba en 1876 et 1877, puis pendant cette dernière année, dans le sud de la province de Buenos Aires, à Carhué et au Fort General Belgrano (sur le territoire de l’actuelle ville de Coronel Pringles).

### Marine et campagne du désert
En juillet 1877, il fut chargé de commander la compagnie des aspirants de l’École navale, à bord de la canonnière Uruguay, sous la direction du lieutenant colonel Martín Guerrico. À bord de ce vaisseau, Falcón prit part à tous les voyages qui, aux fins d’instruction militaire, furent entrepris à destination du sud. En mai 1878, il monta au grade de capitaine. Aux côtés du monitor Los Andes et de la canonnière Constitución, l’Uruguay faisait partie d’une flottille placée sous le haut commandement du commodore de marine Luis Py. Cette flottille fit mouvement en 1878 vers Puerto Santa Cruz, sur la rive sud du fleuve Río Santa Cruz, pour en déloger l’escadre chilienne qui s’en était emparée et affirmer de la sorte la souveraineté argentine sur cette région, disputée par le Chili. Le voyage se prolongea de novembre 1878 à janvier 1879, après quoi l’Uruguay leva l’ancre à destination de Buenos Aires. 
Il participa à la campagne militaire dite Conquête du désert, depuis Patagones (extrême sud de la province de Buenos Aires) jusqu’au confluent des fleuves Río Negro et Río Neuquén, sous les ordres du colonel Martín Guerrico, et arriva en mai 1879 à Choele Choel, point de jonction fixé par le ministre de la Guerre et de la Marine en campagne, Julio A. Roca. Pour sa participation à cette campagne, Falcón reçut deux ans plus tard la médaille d’argent décernée par le Congrès. Il monta au grade de major en avril 1880.

### Années 1880
Pendant la révolution de juin 1880, il sollicita son congé de l’armée et de l’École navale et se rendit à Buenos Aires offrir ses services au gouvernement provincial, qui le nomma chef du régiment d’artillerie, qu’il s’employa à organiser à l’aide notamment de 24 pièces d’artillerie Krupp, et prit part les 20 et 21 mai 1880 aux combats de Barracas, du pont Alsina et de Los Corrales (près de l’actuelle Plaza Miserere). La révolution terminée, il fut mis à disposition par le gouvernement fédéral et demeura hors du rang jusqu’en juillet 1883, où il reprit du service.
Dès janvier de cette année 1883, il avait été nommé par le gouvernement provincial de Buenos Aires commissaire-inspecteur du bataillon « garde-prisons », fonction qu’il exerça avec la permission du ministère de la Marine jusqu’en juillet 1887. En mai de la même année, il avait été promu lieutenant-colonel et nommé inspecteur des milices de la province de Buenos Aires. En octobre 1888, il fut envoyé en mission en Europe, où il s’attarda jusqu’en août 1889, puis réintégra la Marine à son retour en septembre.
En 1887, il fut l’un des membres fondateurs du Club de Gimnasia y Esgrima La Plata.
Le 26 juillet 1890, à l’éclatement de la révolution du Parc, Falcón en fut avisé par le général Capdevila, qui lui avait par anticipation attribué le commandement des forces de police, qui étaient censées se concentrer sur la place Onze-Septembre. Cependant, en quittant son domicile tôt le matin, Falcón fut fait prisonnier par les révolutionnaires du Parc, alors appliqués à installer des pièces d’artillerie à l’angle des rues Viamonte et Talcahuano, lieu distant de seulement une vingtaine de mètres du logis de Falcón. Malgré les efforts entrepris pour obtenir sa libération, Falcón fut retenu captif par les insurgés jusqu’au moment où ils furent vaincus.

### Mandats électifs et poursuite de la carrière militaire
Falcón continua sa carrière dans la Marine jusqu’au 6 mai 1891, date à laquelle le président Pellegrini rendit un décret portant sa réintégration dans l’armée de terre, accédant ainsi à la requête de l’intéressé. La même année, il fut élu sénateur pour la province de Buenos Aires, mandat qu’il accomplira jusqu’à 1894. En juillet 1893, il demanda sa mise à disposition, après que le ministre de la Guerre Aristóbulo del Valle eut voulu l’obliger à refuser ses services au gouvernement provincial de Buenos Aires. Après le déclenchement de la Révolution radicale de juillet 1893, le gouverneur de Buenos Aires le nomma commandant en chef des forces armées, charge qu’il remplit jusqu’à ce que Del Valle se fût saisi du pouvoir à l’issue du combat de Ringuelet, le 8 août de la même année.
Il fut réintégré dans l’armée en octobre 1893, mais demanda quelques mois plus tard la permission à son ministère de tutelle d’occuper à nouveau un siège de sénateur de mai 1894 à mai 1898. Ensuite, tout en restant membre de l’état-major (plana mayor) à titre de lieutenant-colonel, il remplit de mai 1898 à 1902 un mandat de député national pour la province de Buenos Aires, pour lequel il avait été élu.
En mai 1902, sur les instances du ministre de la Marine Onofre Betbeder, il réintégra la Marine, et fut jusqu’en juillet 1905 à la tête de la Direction générale du service militaire, où il rédigea notamment un projet de recrutement pour la Marine et un nouveau « Règlement de discipline, honneurs et saluts », et autres missions de nature militaire.
Retourné à l’armée de terre, il fut nommé en juillet 1905 chef du 13e bataillon d’infanterie de ligne, cantonné sur le Río Cuarto, et monta au grade de colonel en juillet 1906. En août de la même année, il fut muté à la province de Córdoba pour y commander la 7e zone de brigade de la 4e région militaire, où du reste il ne s’attarda guère, puisqu’il fut nommé en septembre 1906 commissaire en chef de la police de Buenos Aires.

## Commissaire de police en chef
En 1906, Falcón fut nommé commissaire de police en chef de la Capitale fédérale. C’est en cette qualité qu’il fonda l’école de police de Buenos Aires (école qui portera son nom jusqu’en 2006). Cette même année 1906, le président José Figueroa Alcorta décréta l’état de siège à la suite de la Révolution radicale de 1905.
Le 1er mai 1906, les syndicats de Buenos Aires tinrent une manifestation populaire pour célébrer la Journée internationale des travailleurs. Falcón ordonna la répression du rassemblement, lançant contre la foule un corps de 120 policiers à cheval qui tirèrent à balles réelles contre les civils désarmés, parsemant l’avenue de morts et de blessés.

### La grève des loyers

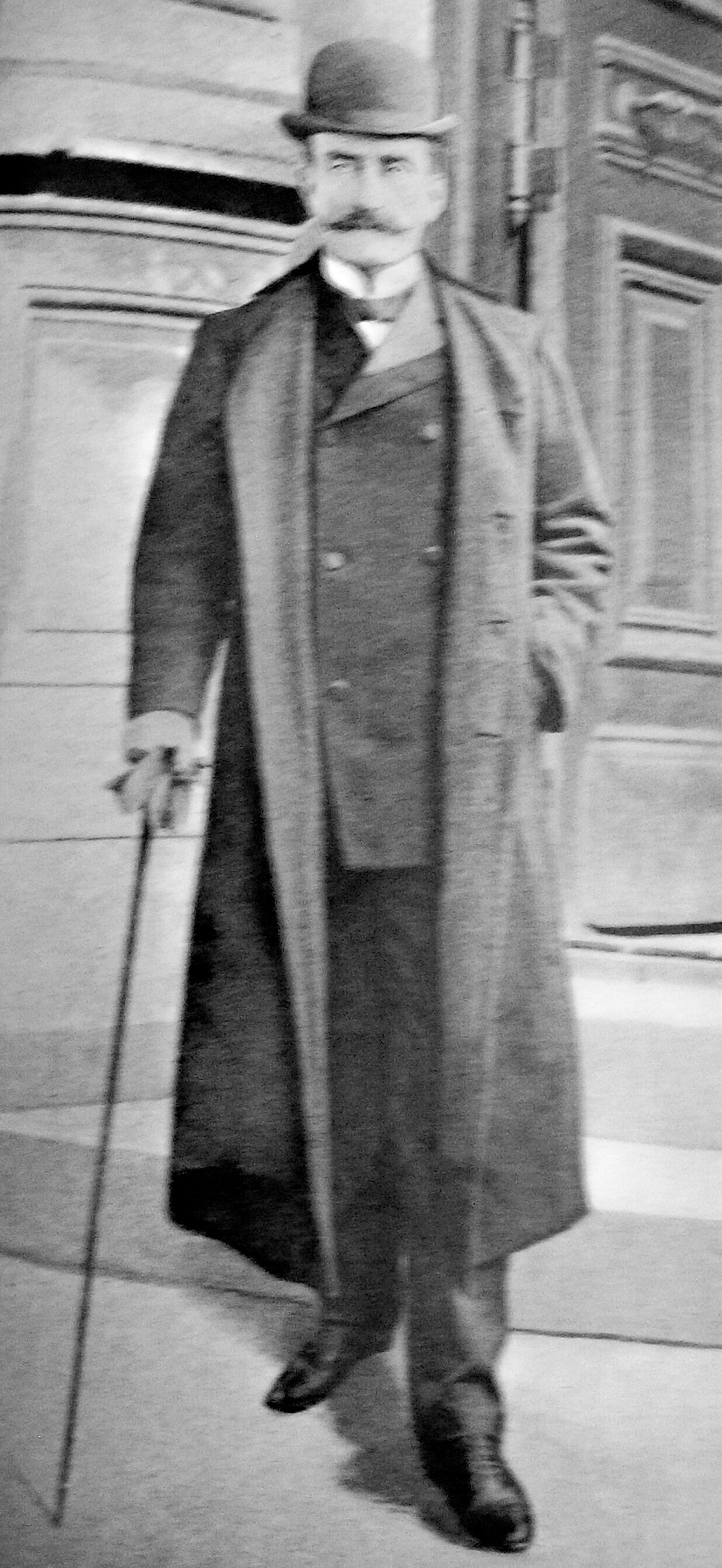
Photographie de Ramón Falcón parue dans la revue PBT.

En 1907, il reçut mission de procéder à l’expulsion (délogement) de familles ouvrières qui avaient refusé d’accepter l’augmentation des loyers unilatéralement décidée par les propriétaires de leur logement. Mécontents des pouvoirs publics, qui s’abstenaient de réglementer en matière de logement, et des conditions de vie dans les immeubles de location, qui se trouvaient dans un état lamentable pour la majorité d’entre eux, des femmes et des enfants d’ouvriers descendirent alors dans la rue avec des balais, sous le mot d’ordre « balayer l’injustice ». En juillet 1907 (c’est-à-dire en plein hiver austral) ― avec l’aide du corps de sapeurs-pompiers de Buenos Aires, qui réprimait toute velléité de protestation en projetant sur les familles de l’eau glacée avec des lances à incendie sous haute pression ―, Falcón mit à exécution les expulsions massives. Les locataires durent chercher à se reloger dans les campements montés par les syndicats anarchistes.
En dépit de l’opposition des anarchistes, qui restaient cependant minoritaires, la Fédération des locataires finit par obtenir la signature d’accords prévoyant de construire des logements sociaux et de réviser le montant des loyers.

### Semaine rouge
Le 1er mai 1909, Falcón donna l’ordre à ses hommes de réprimer la manifestation convoquée par les anarchistes de la FORA sur la Plaza Lorea à Buenos Aires (actuelle place du Congrès). En effet, les syndicats anarchistes et socialistes avaient décidé de célébrer, dans des rassemblements séparés, la fête du travail — les socialistes sur la place Constitución et les anarchistes sur la Plaza Lorea, face au théâtre Liceo, à quelques mètres seulement du Palais du congrès. Tôt le matin, les familles ouvrières commencèrent à affluer avec leurs drapeaux rouges et noirs, et se mirent à protester contre le chômage, les bas salaires et l’indifférence du gouvernement aux problèmes sociaux de la majorité de la population. Pendant le rassemblement, des orateurs, hommes et femmes, prirent la parole à tour de rôle, incitant à la rébellion et appelant à s’organiser pour changer la société.
Le colonel Falcón observait attentivement la réunion depuis sa voiture. Après l’avoir reconnu, plusieurs manifestants l’insultèrent et quelques cailloux furent jetés dans sa direction. Falcón dirigeait personnellement la répression et donna l’ordre à la police montée, sous le commandement du commissaire Jolly Medrano, chef de l’escadron de sécurité, de disperser la manifestation au sabre et à l’arme à feu. Un reporter du journal La Prensa relata que Falcón descendit de voiture et s’exclama : « Il faut en finir, une fois pour toutes, avec les anarchistes à Buenos Aires » (Hay que concluir, de una vez por todas, con los anarquistas en Buenos Aires), ajoutant que ses instructions lui venaient du ministère de l’Intérieur.
L’historien Marcelo Larraquy a reconstitué la séquence des événements de la façon suivante :

« La mobilisation anarchiste était surveillée par plus d’une centaine de membres de la Garde de sécurité, montés à cheval et armés de sabres et de revolvers. Le chef de l’escadron était le commandant Jolly Medrano, qui contrôlait de près les préparatifs du rassemblement, pendant que Falcón et son état-major policier se tenaient sous la bruine, à une distance de 300 mètres des anarchistes.

Avant même le début de la manifestation, il se produisit un incident. La Garde de sécurité tenta d’arrêter José Mazza, qui emmenait un groupe en train d’agresser les motorman, conducteurs de tram qui ne se soumettaient pas au mot d’ordre de grève. Jolly Medrano, avec l’accord de Falcón, ordonna la détention, à laquelle les agresseurs résistèrent. Il y eut des heurts, un tir en l’air, et les hommes de la Garde de sécurité, sur le signal d’un coup de clairon, déclenchèrent l’action répressive. Les revolvers Colt et les sabres déferlèrent sur la foule. Entre cris et courses, la manifestation se dispersa. Des coups de feu furent tirés. Les corps commencèrent à tomber. Le sang teinta les flaques d’eau. Le nombre des morts dépassa la douzaine. Il y eut près de 80 blessés. Ils étaient d’origine espagnole, italienne et russe. Le soir, Falcón ordonna des coups de filet dans les locaux anarchistes et socialistes. Il y eut près de mille détenus, dont un grand nombre commença à être mis en jugement pour violation de la loi de Résidence. Ils disposaient de trois jours pour quitter le pays. »

La repression policière laissa sur le pavé onze morts et plus de 105 blessés, dont une bonne part succomba dans les jours suivants (il a été estimé qu’environ 80 personnes au total moururent des suites de la répression).
Face à la grève générale décrétée dans la foulée et à la décision syndicale de la prolonger jusqu’à obtenir la démission de Falcón, celui-ci donna derechef ordre à ses hommes de disperser à balles réelles le cortège de 60 000 personnes accompagnant au cimetière de la Chacarita les cercueils des ouvriers assassinés. Pour interrompre le cortège, la police se saisit des cercueils, et repoussa à coups de feu les 4 000 manifestants arrivés par leurs propres moyens à la Chacarita dans le but de rendre un dernier hommage. On ordonna également la fermeture des locaux des syndicats de toutes tendances, anarcho-syndicalistes et socialistes pareillement, ainsi que des organes de presse La Vanguardia (socialiste) et La Protesta (anarchiste). Des groupes de civils et de policiers déguisés en civils incendièrent, au cri de « Vive la patrie », les imprimeries desdits journaux et d’autres locaux.
Entre-temps, Falcón fut félicité par le président José Figueroa Alcorta, et les dirigeants d’associations patronales telles que la Bourse de commerce, la Chambre des céréales, et d’autres, organisèrent à la Casa Rosada une réunion en appui à Falcón pour son attitude « héroïque ».
Un Comité de grève composé de représentants de la FORA et de l’UGT, soutenus par le Parti socialiste, réussit finalement à se voir accorder une audience auprès du président du Sénat, Benito Villanueva, de qui ils obtinrent la remise en liberté des détenus et de tous les prisonniers incarcérés pour motif de grève, la suppression du Código Municipal de Penalidades ― qui répertoriait les infractions commises lors de grèves et de rassemblements syndicaux ―, ainsi que la levée des scellés sur les locaux ouvriers ; cependant, ils n’obtinrent pas la mise à pied de Falcón, le gouvernement confirmant au contraire Falcón dans ses fonctions, avec tous les honneurs.

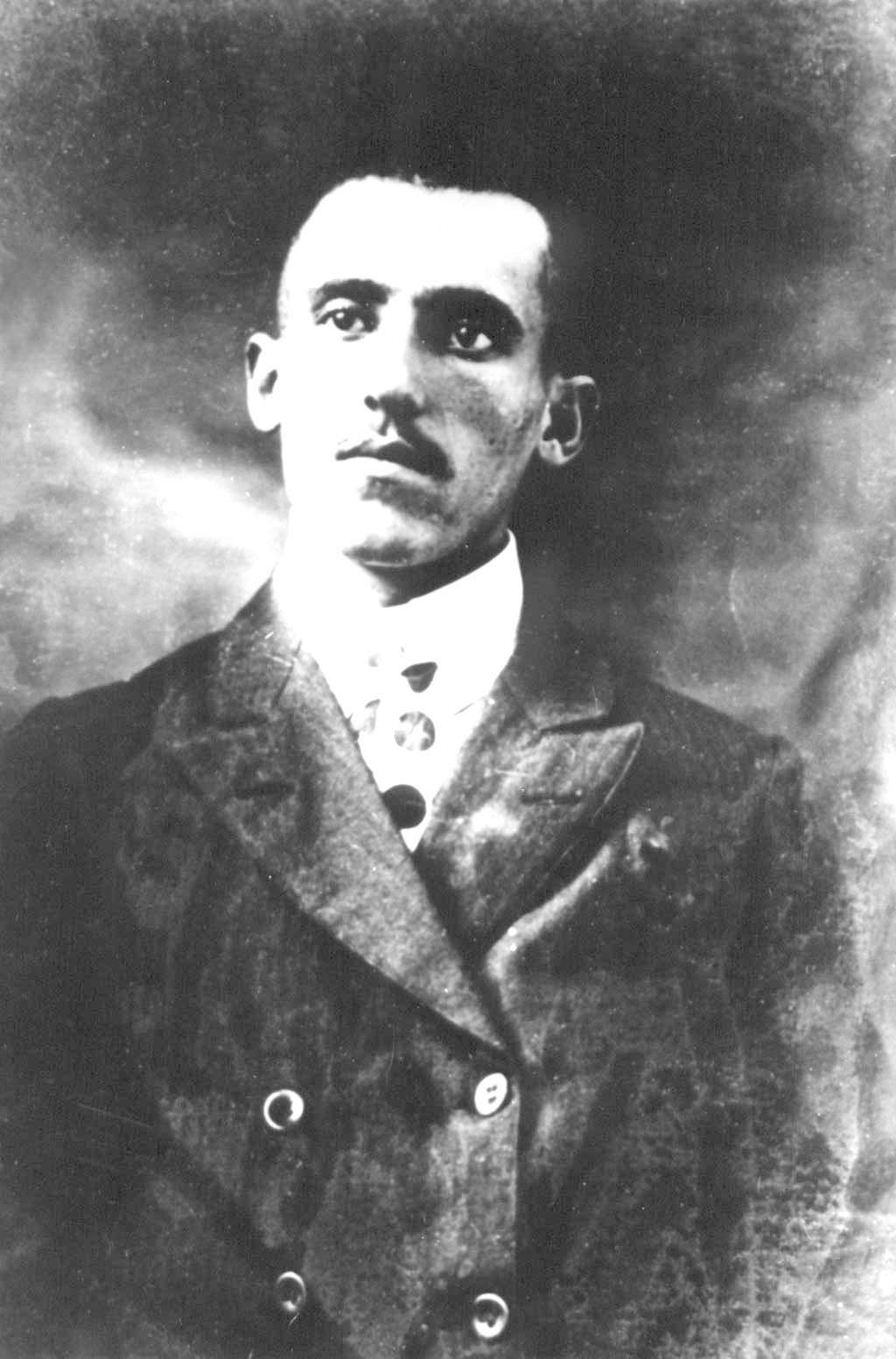
Simón Radowitzky, le jeune anarchiste qui assassina Ramón L. Falcón.

### Attentat de Radowitzky et mort
Le 14 novembre 1909 (six mois après les événements de la Semaine rouge, et au terme de plusieurs mois de préparation), Simón Radowitzky, jeune anarchiste de 17 ans récemment arrivé en Argentine depuis l’Ukraine, agissant seul, lança une bombe de fabrication artisanale en direction de la calèche dans laquelle se déplaçait Falcón, comme celui-ci, accompagné de son secrétaire Juan Alberto Lartigau, revenait des funérailles d’un autre policier et passait à l’angle des rues Quintana et Callao. 
Lartigau fut grièvement blessé à une jambe, à un bras et au visage, Falcón aux deux jambes et aux deux bras, avec en outre une entaille à la tête. Pendant qu’on s’occupait de lui, Falcón ne cessa de s’enquérir de l’état de son secrétaire. On l’allongea sur un matelas apporté par un habitant du quartier. Il demanda une gorgée de cognac, on la lui offrit sur-le-champ. À un commissaire qui s’évertuait de lui donner courage, il répondit : « Ce sont les risques du métier ». Les tourniquets une fois mis en place, deux ambulances se proposèrent de transporter les blessés à l’hôpital ; Falcón, alors âgé de 54 ans, demanda à être transféré à l’Assistance publique, rue Esmeralda (sur l’actuelle place Roberto Arlt), où il eut une moitié de sa jambe amputée. Au moment où, vers 2 heures de l’après-midi, l’on suturait l’incision, il eut un arrêt cardiaque qui entraîna sa mort.
L’auteur de l’attentat, Radowitzky, qui était présent sur la place Lorea le 1er mai, avait été, selon ce qu’en dirent ceux qui le connaissaient, profondément impressionné par la répression menée ce jour-là par Falcón ; il affirmait notamment que la police montée lui rappelait les cosaques russes, qui avec leurs sabres laissaient toujours un parterre jonché de cadavres d’ouvriers lors des rassemblements anarchistes russes. Il assista aux réunions où l’action de Falcón autant que l’attitude du gouvernement, lequel assurait l’impunité au commissaire, étaient fustigées, et s’approcha des groupes prônant « la propagande par le fait », c’est-à-dire favorables à l’action directe et partisans de « justicier » le colonel Falcón.

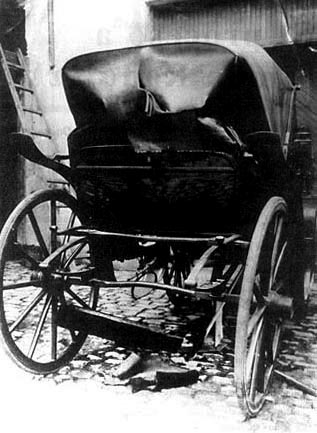
Calèche dans laquelle se déplaçait le commissaire de police Ramón L. Falcón, détruite par la bombe de Radowitzky.

Falcón fut inhumé au cimetière de la Recoleta (dans la section n°20, contre le mur longeant la rue Azcuénaga), dans un imposant tombeau, œuvre du sculpteur français Léon-Ernest Drivier. Son assassin, échappant à la peine capitale, au motif qu’il était mineur d’âge au moment des faits, fut condamné à la prison pour une durée indéterminée. Il fut écroué à la prison fédérale de la rue Las Heras à Buenos Aires, puis, à la suite d’une tentative d’évasion, transféré vers la prison d'Ushuaïa, dans l’extrême sud du pays. Le 9 novembre 1918, un groupe d'anarchistes parvint à le faire évader et à passer au Chili, mais ils furent arrêtés par la marine chilienne et remis aux autorités argentines. En 1929, bénéficiant d’une mesure de grâce du président Hipólito Yrigoyen, il fut remis en liberté, au bout de 21 ans de détention.
Au lendemain de l’attentat, le dirigeant socialiste Alfredo Palacios fit la déclaration suivante au quotidien La Nación :

« Je réprouve énergiquement l’attentat, par conviction et par sentiment, et je suis le premier à déplorer ses douloureuses conséquences. La violence personnelle, qui, lorsqu’elle n’est pas l’expression d’instincts criminels, est l’expression de la passion fanatique, ne constitue pas un processus normal de transformation sociale. L’attentat est contre-productif, attendu que la société, de par son caractère, rend impossibles les changements soudains.

L’auteur est, fatalement, un homme incapable d’activités supérieures et stérilise ses énergies, car il a une conception fausse des faits sociaux. S’il est un fanatique et dit œuvrer au nom des principes, il est le premier à les violer, étant donné qu’en accomplissant l’acte antisocial, il fait peu de cas de la vie et de la solidarité humaines. »

— Alfredo Palacios

## Postérité
À Buenos Aires, une plaque commémorative ainsi qu’une statue ont été placées sur le lieu de l’attentat, à l’intersection des rues Callao et Quintana. Une autre statue se dresse dans le quartier Recoleta, une autre encore au bout de l’avenue qui porte le nom de Falcón, et une quatrième enfin dans l’enceinte de l’école de police qu’il a fondée. Une rue de Buenos Aires qui traverse les quartiers de Caballito, Flores, Floresta, Velez Sarsfield, Villa Luro et Liniers a été baptisée à son nom « Coronel Ramón Falcón », de même qu’un village dans le partido de Coronel Pringles. En outre, une rue dans la ville de Resistencia a été nommée « Coronel Falcón », ainsi que l’école de police de la province du Chaco. À El Palomar, dans le partido de Morón, province de Buenos Aires, existe également une rue, longue d’environ 20 îlots, qui porte son nom. Jusqu’en 2006, l’institut de formation de la Police fédérale argentine portait son nom,,,,,.